# Sacconemertes arenosa
Sacconemertes arenosa är en djurart som tillhör fylumet slemmaskar, och som beskrevs av Tor Karling 1933. Sacconemertes arenosa ingår i släktet Sacconemertes och familjen Tetrastemmatidae. Inga underarter finns listade i Catalogue of Life.